# Мосаико
Μωσαϊκὸ (Мосаикὸ) — греческий вокальный коллектив, исполняющий музыку в таких стилях: поп, лаика, духовная музыка. Основан в 1999 г. в Керчи.

## История
Коллектив Μωσαϊκό начал своё существование 1 сентября 1999 года на базе Детской Школы Искусств им. Р. В. Сердюка г. Керчь. Руководитель Ольга Ивановна Веренич.
Дебют состоялся 7 января 2000 года с двумя греческими песнями Σαγαπώ (Сагапо) и Μπουζούκι (Бузуки) на встрече с керченским греческим культурно-просветительским обществом. Затем репертуар пополнился православными молитвами Προσευχή (Просэвхи) и Χριστός Ανέστη (Христос Анэсти) на греческом языке и др.
С момента образования коллектива, председатель керченского греческого культурно-просветительского общества Борис Ильич Бабич активно помогал нотным материалом, своим глубоким знанием истории, и организовывал встречи с греческими обществами разных городов.
27 октября 2000 года по приглашению режиссёра Натальи Бондарчук, коллектив принял участие в съёмках сцены «Дети будущей Керчи», исполнив песни на греческом языке. Участник ансамбля Илья Веренич снялся в роли маленького царя Митридата в эпизоде «Коронование Митридата».
На протяжении всех лет существования, певческий коллектив Μωσαϊκό принимает активное участие в культурной жизни города, выступая с концертами и на встречах с обществами национальных меньшинств — греческим, болгарским, татарским, армянским, еврейским и др.

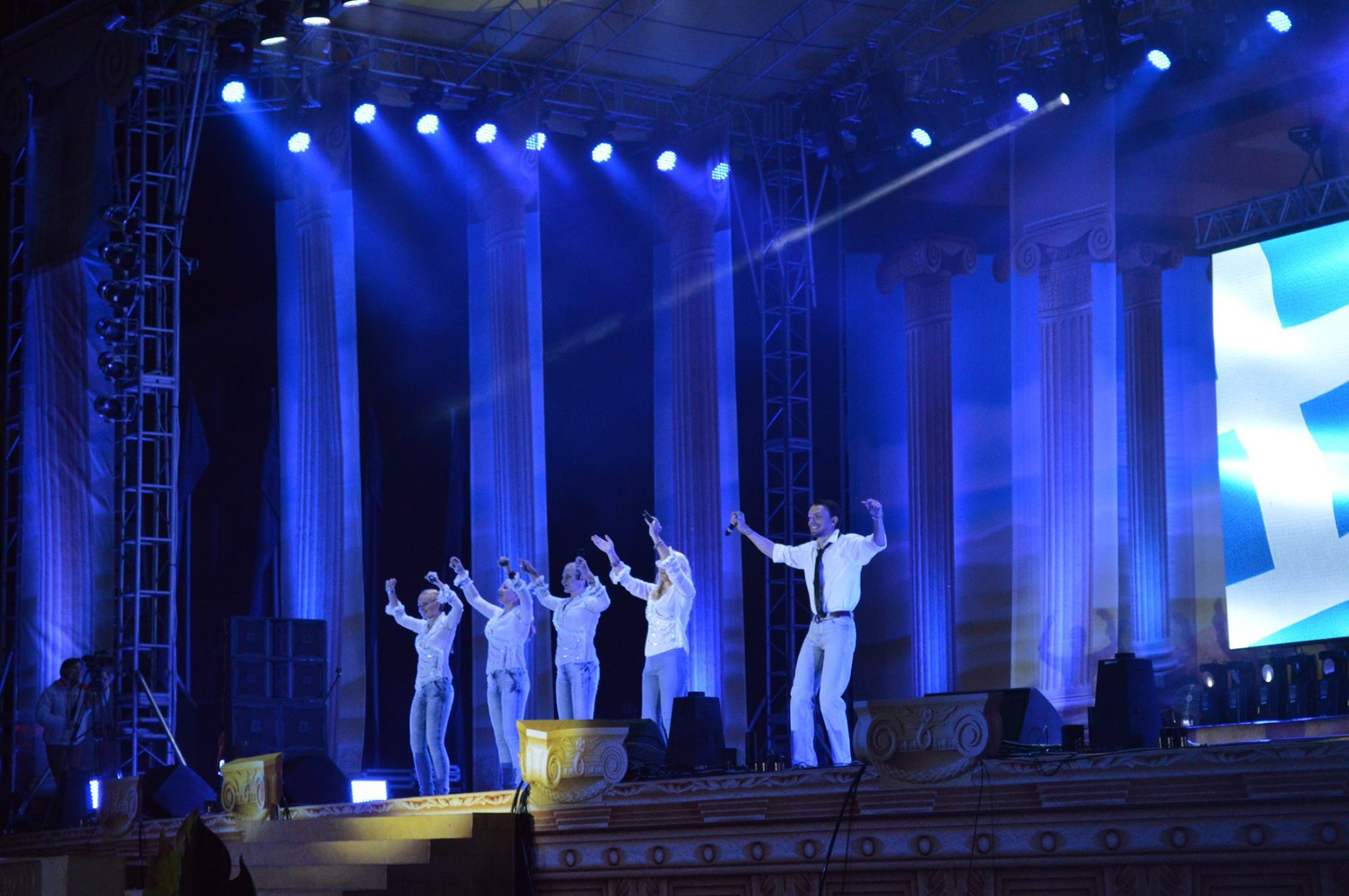
На первом международном фестивале Гермеи в Анапе.
2016 г.

Начиная с 2000 года, певческий коллектив Μωσαϊκό ежегодно принимает участие в международном фестивале «Боспорские Агоны» с исполнением византийских песнопений и молитв на греческом языке.
С 2001 года начинается работа над византийской литургией и современными греческими песнями в жанре лайка.
В феврале 2002 года коллектив принимал участие в конкурсной программе «Звёзды на сцену!» телеканала УТ-1 в г. Киеве, заняв 2 место.
Ежегодно, 3 июня, в день св. Константина и Елены в селе Чернополье проводятся встречи греков Украины и Крыма, в которых коллектив принимает регулярное участие.

В течение последующих лет певческий коллектив Μωσαϊκό:
- принимает участие на всеукраинском фестивале-конкурсе греческой песни им. Тамары Кацы в г. Мариуполе,
- является почётным гостем и традиционно открывает ежегодный международный фестиваль искусств «Встречи в Зурбагане» в г. Феодосии, в рамках Гриновских чтений, на который съезжаются не только учёные-гриноведы из России, с Украины, из Белоруссии, Латвии, дальнего зарубежья, но и писатели, музыканты, художники, почитатели гриновского творчества из разных городов мира,[4][5][6][7]

- по благословению Митрополита Симферопольского и Крымского Лазаря силами певческого коллектива Μωσαϊκό был снят документальный видеофильм «Наследие», в котором исполняются православные молитвы на греческом языке XII—XVI веков. Съёмки проводились в окрестностях Бахчисарая по благословению архимандрита Силуана, настоятеля Свято-Успенского Бахчисарайского монастыря, непосредственно в монастырском Храме в честь Успения Пресвятой Богородицы, а также в пещерах Чуфут-Кале,

- проводил встречи-концерты с гостями города, американскими и болгарскими делегациями и французскими учёными-археологами из Парижа,[8][9]

- даёт концерты в городах Феодосия, Симферополь, в Артезианской археологической экспедиции,[10][11][12] на научных конференциях в Партените.

Все концерты проходят в тёплой, дружественной обстановке.
С октября 2007 г. певческий коллектив Μωσαϊκό совершенствуется в творческом содружестве с начальником Керченского управления культуры Коноваловым А. Н.
В апреле 2008 г. певческий коллектив Μωσαϊκό защитил звание образцового.
С января 2009 года коллектив работает в Городском Центре Развития Национальных Культур «Таврика».
Здесь же был образован младший состав коллектива — группа «Joy» под руководством Ольги Веренич.
В младший коллектив входят дети разных национальностей проживающих на территории г. Керчь.
Летом вокальная группа принимала участие на фестивале им. Марии Конопницкой в Пшедбуже, Польша.
Певческий коллектив «Мосаико» завоевал 1 место в номинации «Вокальные коллективы».

На фестивале также принимали участие коллективы многих городов Польши, Украины, Белоруссии, России и других стран.